# Yablochkina (cratère)
Pour les articles homonymes, voir Yablochkina.
Yablochkina est un cratère de la planète Vénus situé à une latitude de 48,3° Nord et une longitude de 195,3° Est, possédant un diamètre de 64 kilomètres. Il est nommé en l'honneur de l'actrice russe Aleksandra Yablochkina.